# Da bist du ja
Da bist du ja ist ein Studioalbum von Manfred Krug aus dem Jahr 1979 mit der Musik von Ingfried Hoffmann und Arrangements von Peter Herbolzheimer. Es handelt sich um Krugs erste Langspielplatte nach seiner Übersiedlung in die Bundesrepublik. Das Bossa-Nova-Stück Ade, eine Komposition des brasilianischen Komponisten Edu Lobo, entstand im Duett mit der Sängerin Caterina Valente.
Das Album wurde laut Angaben auf der Plattenhülle im September/Oktober/November 1978 im Tonstudio Bauer in Ludwigsburg und im Tonstudio Cornet in Köln aufgenommen.

## Titel
Alle Titel geschrieben von Manfred Krug und Ingfried Hoffmann, ausgenommen Ade (Musik: Edu Lobo, deutscher Text: Manfred Krug).

### Seite 1
1. Jeden Tag das Weckerklingen (2:45)
2. Um die weite Welt zu sehn (3:54)
3. Ade (5:29)
4. Wenn ich dich seh’ (3:14)
5. Wann, sag’ wann (2:41)
6. Wiener Blut (4:01)

### Seite 2
1. Mozart (4:09)
2. Die Nacht ist um (4:10)
3. Da bist du ja (2:04)
4. Warum sagst du mir adieu (4:38)
5. Früh war der Tag erwacht (3:04)
6. Die fegen hier schon auf (2:56)

## Mitwirkende
- Texte: Manfred Krug
- Texte/Musik/Arrangements: Ingfried Hoffmann
- Arrangements: Peter Herbolzheimer
- Produzent: Carl J. Schäuble
- Toningenieur: Carlos Albrecht

## Kritiken
„Umso interessanter ist aus heutiger Sicht, dass Krug, nachdem er „rübergemacht“ hatte, mit Da bist du ja seine klassischste Platte aufnahm.“